# Челла-Монте
Челла-Монте (итал. Cella Monte) — коммуна в Италии, располагается в регионе Пьемонт, в провинции Алессандрия.
Население составляет 542 человека (2008 г.), плотность населения составляет 96 чел./км². Занимает площадь 6 км². Почтовый индекс — 15034. Телефонный код — 0142.
Покровителями коммуны почитаются святые Кирик и Иулитта, празднование 16 июля.

## Демография
Динамика населения:

## Администрация коммуны
- Официальный сайт: https://web.archive.org/web/20091215183340/http://www.comunecellamonte.it/

## Галерея

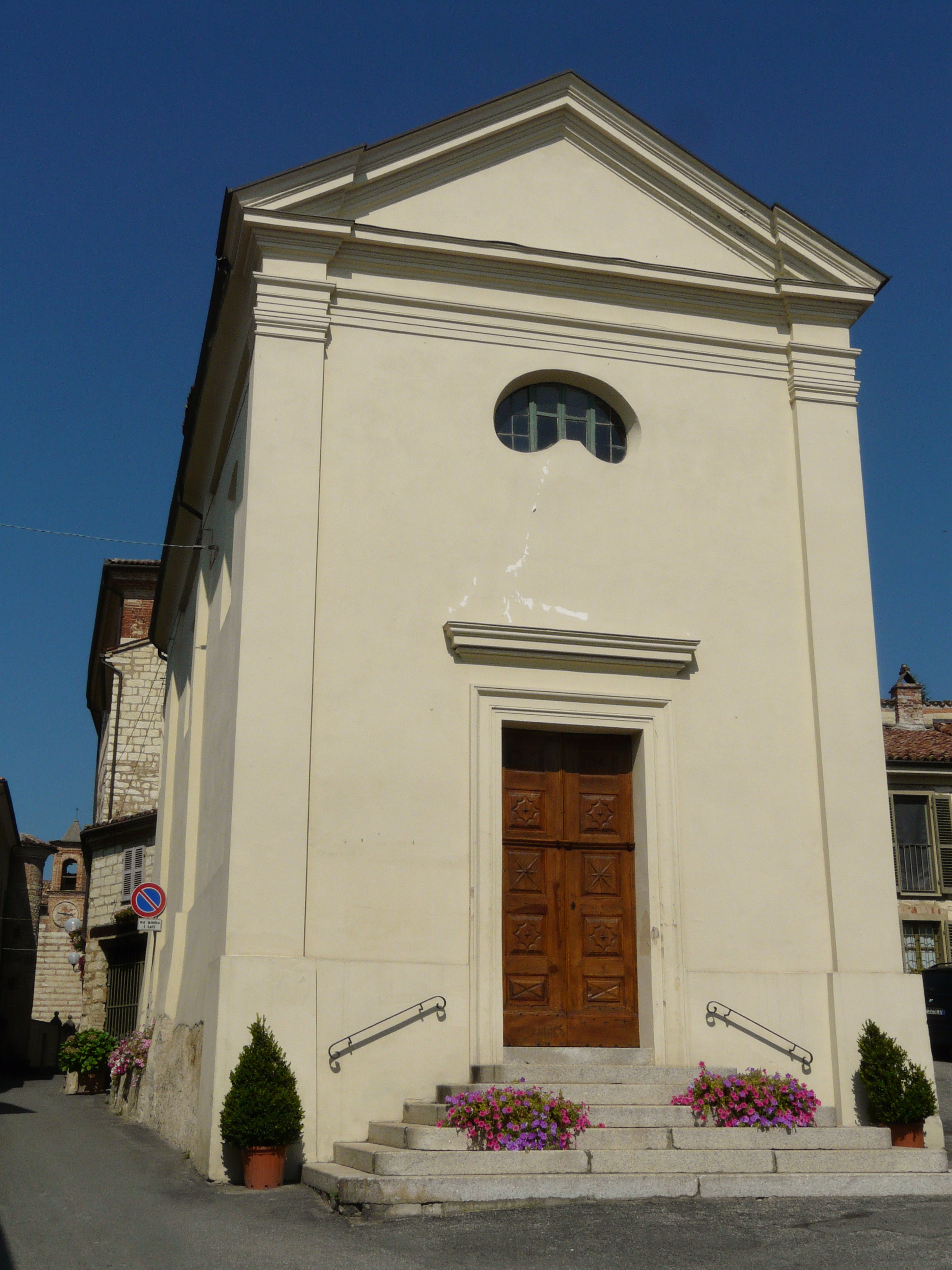
Молельня св.Антония
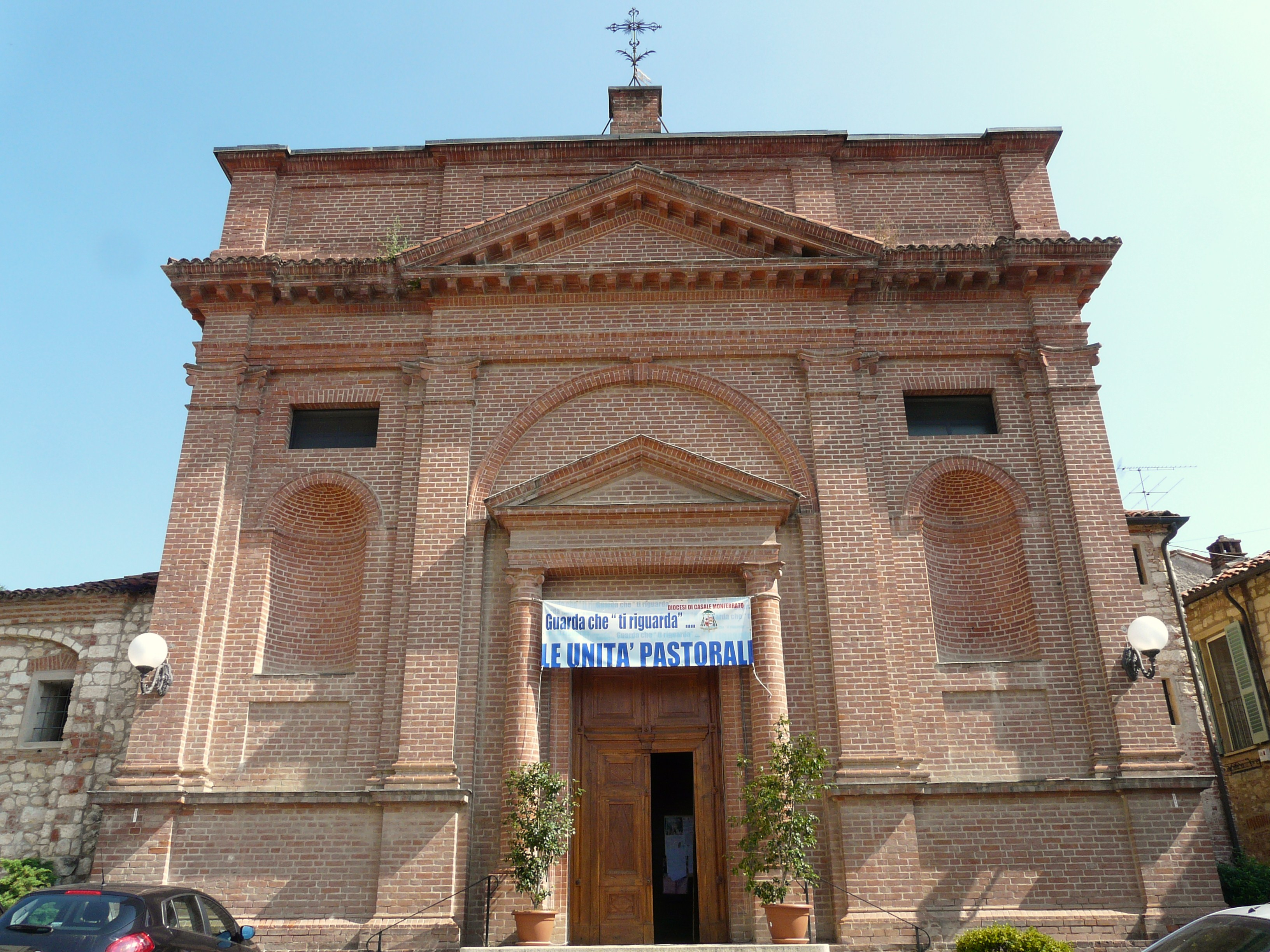
Храм свв.Кирика и Иулиты
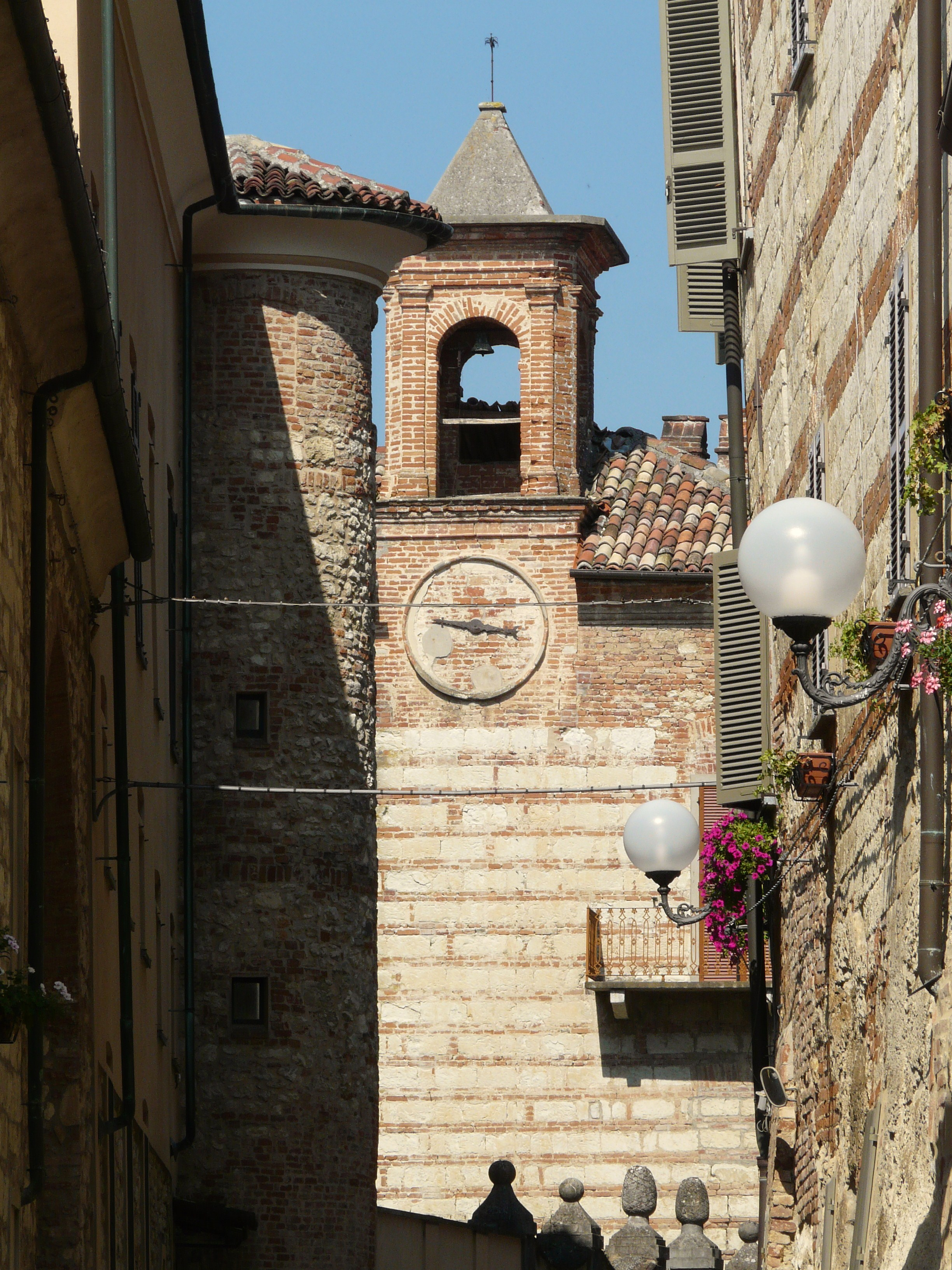
Исторический центр города
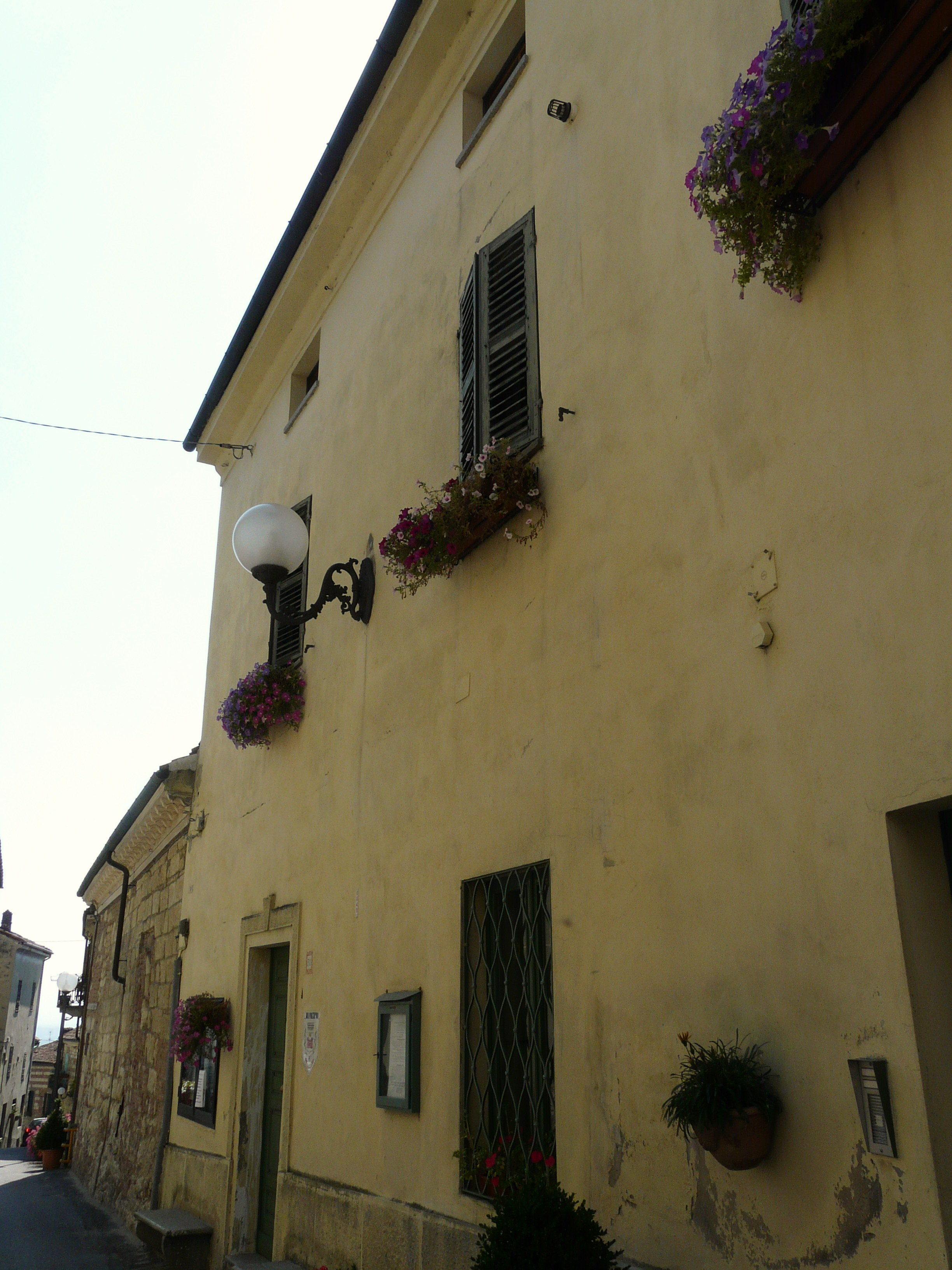
Муниципалитет